# Зонісамід
Зонісамід — (лат. Zonisamidum, анг. Zonisamid) лікарський засіб, який є похідним бензизоксазолу, та належить до протисудомних препаратів. Зонісамід використовується для лікування епілепсії, як основна, або додаткова терапія у дорослих і дітей віком від 6 років із парціальними епілептичними нападами з вторинною генералізацією або без, з уперше діагностованою епілепсією, при змішаних типах нападів, синдромі Ленокса-Гасто, та як допоміжний засіб при хворобі Паркінсона.
У 2020 році Зонісамід став 276-м лікарським засобом, найчастіше призначуваним в США, на який було виписано більш ніж 1 мільйон рецептів.
Випускають у вигляді капсул для перорального застосування по 0,025; 0,05 та 0,1 г.

## Медичне використання

### Епілепсія
Зонісамід схвалений в США і Великій Британії для додаткового лікування парціальних нападів у дорослих. У Японії для додаткової та монотерапії парціальних нападів (простих, складних, вторинно генералізованих), генералізованих, тоніко-клонічних (grand mal), абсансах і комбінованих нападах В Австралії він застосовується, як допоміжна терапія та монотерапія лише для парціальних нападів.

### Хвороба Паркінсона
Зонісамід був схвалений для лікування моторних симптомів хвороби Паркінсона як доповнення до леводопи в кількох країнах, наприклад у Японії з 2009 року. Існують клінічні докази того, що зонісамід у поєднанні з леводопою контролює рухові симптоми хвороби Паркінсона, але відсутні докази щодо позитивного впливу на немоторні та інші симптоми.

## Побічні ефекти
Побічні ефекти за частотою:
Дуже поширені (частота >10%) побічні ефекти включають:
- Анорексія
- Сонливість
- Запаморочення
- Ажитація
- Дратівливість
- Сплутаність свідомості
- Депресія
- Диплопія
- Порушення пам`яті
- Зниження бікарбонатів

Поширені (частота 1–10%) побічні ефекти включають:
- Екхімози
- Гіперчутливість
- Лабільність настрою
- Безсоння
- Психотичні розлади
- Сповільнення мислення
- Порушення уваги
- Ністагм
- Парестезії
- Порушення мовлення
- Тремор
- Закреп
- Біль у животі
- Діарея
- Диспепсія
- Нудота
- Висипання
- Свербіж
- Випадіння волосся
- Нефролітаз
- Відчуття втоми
- Грипоподібні симптоми
- Пірексія
- Переферичні набряки
- Втрата ваги

### Взаємодії
Зонісамід при взаємодії з іншими інгібіторами карбоангідрази, такими як топірамат, фуросемід, ацетазоламід і гідрохлортіазид збільшує ймовірність виникнення метаболічного ацидозу.
Метаболізм зонісаміду пригнічується карбамазепіном, фенітоїном, фенобарбіталом, рифампіцином, які є індукторами ферменту CYP3A4. Інгібітори ферменту CYP3A4, такі як кетоконазол, або циметидин не чинять значного впливу на фармакокінетику зонісаміду.
Результати досліджень in vitro показали, що зонісамід є слабким інгібітором білка P-gp (MDR1) з IC50, що становить 267 мкМоль/л, через що існує теоретична можливість впливу зонісаміду на фармакокінетику лікарських засобів, які є субстратами P-gp. Рекомендується з обережністю починати або закінчувати лікування зонісамідом або змінювати його дозу у пацієнтів, які також приймають лікарські засоби, що є субстратами P-gp (наприклад дигоксин, хінідин). Не існує даних, чи пригнічує зонісамід ферменти цитохрому Р450 у терапевтичних концентраціях.

## Механізм дії
Зонісамід належить до протисудомних препаратів, і хімічно класифікується як сульфаніламід, не пов’язаний з іншими відомими протисудомними засобами. Точний механізм протисудомної дії невідомий. Імовірно, що препарат блокує натрієві та кальцієві канали Т-типу, що призводить до порушення синхронізованого нейронного збудження. Відомо, що він є слабким інгібітором карбоангідрази (подібно до протисудомного засобу топірамату). Також відомо, що він володіє модулюючим ефектом на ГАМК-опосередковане інгібування та глутаматергічну нейротрансмісію.

## Фармакокінетика

### Абсорбція
Має змінну, але відносно швидку швидкість абсорбції з часом досягнення максимальної концентрації протягом 2–5 годин. Біодоступність оцінюється до 100%. Прийом разом їжею не впливає на біодоступність зонісаміду, але може впливати на швидкість всмоктування.

### Метаболізм
Метаболізм зонісаміду відбувається переважно ізоферментами CYP3A4, CYP3A7 і CYP3A5 до 2-(сульфамоїлацетил)фенолу через відновне розщеплення 1,2- бензизоксазолового кільця.

## Історія
Зонісамід був винайдений у 1972 році і запущений у виробництво японською компанією Dainippon Sumitomo Pharma (раніше Dainippon Pharmaceutical) у 1989 році під назвою Excegran У США він почав продаватись з 2000 року під торговою назвою Zonegran від компанії Élan. У 2004  Élan передала свої права на торгову марку компанії Eisai Co., Ltd. На сьогодні Eisai продає Zonegran в Азії (Китай, Тайвань та чотирнадцять інших країн) та в Європі, зокрема в Німеччині та Великій Британії. В Україні на фармацевтичному ринку присутня генерична форма зонісаміду під назвою Зоресан виробництва індійської компанії Kusum Healthcare Pvt. Ltd..

## Дослідження

### Пізня дискінезія
Існує відкрите дослідження, при якому було виявлено здатність зонісаміду послаблювавати симптоми пізньої дискінезії.

### Ожиріння
Зонісамід також досіджували як препарат для лікування ожиріння зі значним позитивним впливом на втрату маси тіла. Наразі тривають три клінічні випробування для цього показання.  На початку 2010-х років американська компанія Orexigen Therapeutics, Inc. розробила комбінацію зонісаміду та бупропіону в засобі під назвою Empatic, але розробка була припинена досягнувши ІІ фази клінічних випробувань.

### Мігрень
Зонісамід також вивчався та може неофіційно використовуватись як засіб для профілактики мігрені, за неефективності, або наявності протипоказань чи виражених побічних ефектів при застосуванні топірамату.

### Біполярна депресія
За несхваленими офіційно показаннями Зонісамід також може використовуватись за призначеннями психіатрів, як стабілізатор настрою при біполярній депресії.